# Острво Херд и острва Макдоналд
Острва Херд и острва Макдоналд (енгл. Heard Island and McDonald Islands) су вулкански архипелаг у јужном делу Индијског океана на око 53°05‘ јгш и 70°30‘ игд. Административно припадају Аустралији као „спољна територија“. Ненастањена су и углавном прекривена снегом и ледом.

## Географија
Архипелаг захвата површину од око 370 km² и чини га — Херд, Шег и три Макдоналдова острва („Макдоналд“, „Флет“ и „Мејер Рок“). Укупна дужина обале је 102 km. Острва су удаљена око 4.100 km југпозападно од Перта и 1.630 km северно од Антарктика. Вулканског су порекла, са највишим врхом висине 2.745 метара. На Хердовом острву се налази активни вулкан прекривен ледом - Мосон. Име је добио по аустралијском истраживачу и геологу Дагласу Мосону. Клима архипелага је антарктичка са значајним утицајем океанског климата. Максималне температуре не прелазе 5 °C, а минималне се крећу око 0,8 °C. Количина падавина је у распону од 1.300 до 1.900 милиметара. Дувају и снажни ветрови, често брзинама преко 150 км/ч. Острва су ненастањена али су дом за велики број пингвина, фока и морских птица. Флору сачињавају лишајеви и маховина.

## Историја
Хердово острво је открио 25. новембра 1853. године амерички капетан Џон Херд, а два месеца касније британски капетан Вилијам Макдоналд уочио је Макдоналдова острва. Архипелаг је у њиво част и понео име. Велика Британија је 1908. године присвојила острва, 26. децембра 1947. власт је пренела на Аустралију. На Хердовом острву је у краћем периоду функционисала научно-истраживачка станица За разлику од поменутог, на Макдоналдова острва људска експедиција крочила је први пут тек 1970. године. УНЕСКО је архипелаг уврстио на своју листу заштите током 1997. године.